# Парламентские выборы в Армении (1919)

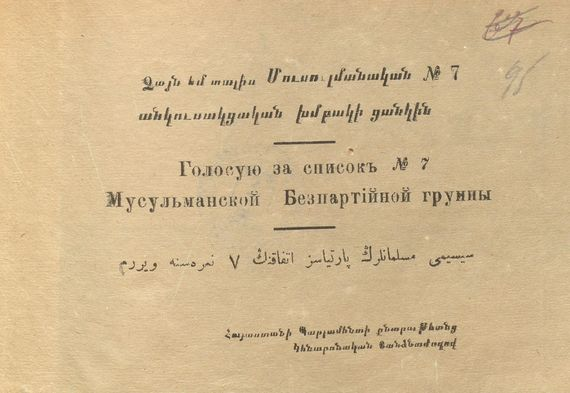
Избирательный билет Мусульманской Беспартийной группы на армянском, русском и азербайджанском языках

Парламентские выборы были проведены в первый (и единственный) раз в Первой Республике Армения между 21 и 23 июня 1919 года. Избирательная система  была по партийным спискам пропорционального представительства с использованием методу Д'Ондта в едином округе. В результате убедительную победу одержала партия Дашнакцутюн, получившая 72 из 80 мест. Однако выборы бойкотировали партия Гнчак и народники. Явка избирателей составила 71,2%..

## Результаты выборов
| Участник                          | Голосов | %    | Мест |
| --------------------------------- | ------- | ---- | ---- |
| Армянская Революционная Федерация | 230,772 | 89.0 | 72   |
| Партия социалистов-революционеров | 13,289  | 5.1  | 4    |
| Мусульманский список              | 9,187   | 3.5  | 3    |
| Союз независимых крестьян         | 4,224   | 1.3  | 1    |
| Курдский список                   | 1,305   | 0.5  | 0    |
| Армянская Популистская Партия     | 481     | 0.2  | 0    |
| Ассирийский список                | 173     | 0.0  | 0    |
| Общая                             | 259,431 | 100  | 80   |
| Источник: Nohlen и соавт.         |         |      |      |